# حادثة انفجار مصنع بينغشيانغ للصلب 2000
وقعت حادثة انفجار مصنع بينغشيانغ للصلب (بالإنجليزية: Pingxiang steel plant explosion) عام 2000 عندنا انفجر مولد أكسجين كيميائي في مصنع للصلب في بينغشيانغ، جيانغشي، الصين. لقى 19 مصرعهم على الأقل كنتيجة للحادث.